# Provincia de Paraná
La provincia de Paraná (en portugués: província do Paraná) fue una unidad administrativa y territorial del Imperio del Brasil, creada a partir de los territorios del sur de la provincia de São Paulo tras la Revolución liberal de Oporto de 1842. Luego de la proclamación de la República el 15 de noviembre de 1889 pasó a convertirse en el actual estado de Paraná.

## Topónimo
El nombre de la provincia viene del nombre indígena del río homónimo en tupí: pa'ra = «mar», nã = «semejante, parecido». Paraná es, en definitiva, «similar al mar, río grande como el mar», en relación con su volumen de agua. El potamónimo dio el nombre a la región, que fue elevada a provincia autónoma en 1853 y en estado en 1889. La pronunciación Paranã se encontró hasta hace poco tiempo.

## Historia
La comarca de Paranaguá y Curitiba fue creada en virtud de la carta real del 19 de febrero de 1811, pasando a formar parte de la capitanía de São Paulo. El príncipe Juan, cinco años antes de ser coronado rey de Portugal, se reunió a solicitud del Ayuntamiento de Paranaguá para que dicha comarca fuese desmembrada y formase la capitanía de Paraná. Diez años después, se desarrolló el conflicto separatista cuyo líder era Floriano Bento Viana, pero no pudo salir victorioso.
Los llamados "parnanguaras", sometidos a los comandantes locales de tropa, continuaron incluso después de la independencia del Brasil, aunque la actividad política se expresó en declaraciones y peticiones que pretendían la emancipación político-administrativa de la provincia, ya que esas tierras eran distante y no tenían interés para el gobierno provincial de São Paulo. La Revolución Farroupilha (1835-1845) y la Revolución Liberal de 1842 fueron eventos que impactaron a nivel nacional y con los que se evidenciaron la importancia política y estratégica de la región.
Un proyecto de ley volvió la región de Curitiba en nueva provincia del Imperio del Brasil, en mayo de 1843. Los diputados imperiales de las provincias de Minas Gerais y São Paulo se destacaron en la preparación de la norma. Según los diputados paulistas, la creación de la provincia de Paraná fue un castigo a la provincia de São Paulo.
La exportación de yerba mate para los mercados uruguayo, argentino, paraguayo y chileno ayudó a incrementar la economía de Paraná, cuya actividad principal era la crianza de ganado bovino. En tanto los representantes continuaron la lucha emancipadora en el Parlamento, y los diputados prometieron la autonomía de la futura provincia. El proyecto que creó la provincia de Paraná, cuya capital provisional (que más tarde se confirmó) era la ciudad de Curitiba, fue finalmente promulgada el 28 de agosto de 1853.
El primer presidente de la provincia, Zacarias de Góis e Vasconcelos, llegó a la capital el 19 de diciembre y tomó las medidas y recursos necesarios para impulsar la economía local. Parte de la mano de obra y el capital empleado en la preparación y venta de yerba mate, fue abordado por el presidente con el fin de encaminar otras actividades, especialmente la agricultura. Sin embargo la venta de ganado y mulas a São Paulo siguió siendo el negocio más lucrativo de la provincia. En la década de 1860, esta actividad alcanzó su punto más alto y al final del siglo comenzó a entrar en declínio.
La continuidad requerida no fue alcanzado por el gobierno de Paraná durante el período de la provincia, ya que el número de presidentes de la provincia de Paraná, de los cuales el poder imperial tenía plena libertad para nombrarlos, fue de 55 gobernantes a lo largo de una historia 36 años. Bajo el liderazgo de Jesuíno Marcondes y su hermano Manuel Alves de Araújo, que eran miembros de las familias de barones de Tibagi y Campos Gerais, los liberales paranaenses se organizaron. En aquella época, ambas familias formaban la oligarquía más poderosa de la región. Manuel Antônio Guimarães y Manuel Francisco Correia Júnior, de las familias que controlaban el comercio de cabotaje, comandaban a  los conservadores.